# Schriftstellerei
Die Schriftstellerei ist das Erzählen mittels Literatur, im Allgemeinen in schriftlicher Form. Als genus proximum all dessen, was zum Handwerk des literarischen Schreibens zählt, verhält sich die Schriftstellerei zum Schriftsteller wie die Bildhauerei zum Bildhauer und die Malerei zum Maler.

## Teilbereiche der Schriftstellerei

### Charakterkunde
Lajos Egri schreibt zur Bedeutung der Charakterkunde für den schriftstellerischen Erfolg, das „Geheimnis großer und zeitloser Literatur“ seien „lebendige, schillernde Menschen“. Was unvergängliche Klassiker über die Jahrhunderte lebendig erhält, seien nicht Stilexperimente, sondern ihre außergewöhnlich eindringlichen Charakterporträts. Ein Beispiel ist Oblomow in Iwan Alexandrowitsch Gontscharows gleichnamigem Roman.

### Dramaturgie
In Bereich Dramaturgie geht es um die allgemeinen Kompositionsprinzipien für literarische Texte wie Handlung und Plot, Spannungsaufbau und Suspense.

### Formenkunde
Formenkunde ist der Kanon der literarischen Darstellungsformen: Anekdote, Erzählung, Fabel, Glosse, Satire, Roman, Essay, Novelle, Kurzgeschichte, Aphorismus, Legende, Parabel usw.

### Erzähltechniken
Bei der Schaffung eines literarischen Werkes findet eine Abbildung von Realgeschehen auf fiktionales Geschehen statt. Dabei werden Elemente der Wirklichkeit zwar verwendet, sie werden allerdings bei der Schaffung von Fiktion verändert. Dieses Verfahren, bei dem das Realgeschehen bearbeitet, verfremdet, verkleidet wird, ist die Erzähltechnik. Sie äußert sich auf der Textebene beispielsweise durch stilistisch-grammatische und sprachpragmatische Phänomene.
Ein typisches Phänomen von Fiktion, das mittels einer bestimmten Erzähltechnik erzeugt werden kann, ist, die Ich-Originität (Subjektivität) einer dritten Person als einer dritten darstellen zu können. Wenn Verben des Wahrnehmens in der dritten Person verwendet werden, muss es sich um Fiktion und nicht um einen Wirklichkeitsbericht handeln, da ein Außenstehender nicht wissen kann, was innerlich in einer dritten Person vor sich geht.
Ein weiteres charakteristisches Merkmal von Fiktion, das durch bestimmte Erzähltechniken erzeugt wird, ist, die Illusion von Gegenwärtigkeit zu schaffen. Beispielsweise kann die für Fiktion typische Verwendung der Vergangenheitsform bei Verben der inneren Vorgänge (auch episches Präteritum genannt) mit der Verwendung deiktischer Zeitadverbien kombiniert werden, die jedoch auf den Hier-und-Jetzt-Standpunkt der Romanfiguren verweisen, und damit die Wirklichkeitsaussage schließlich mit dem Präsens oder dem Futur verknüpfen.